# Алмаз-матрёшка

Алмаз-матрёшка

Алма́з-матрёшка — уникальный алмаз в 0,62 карата, внутри которого свободно перемещается алмаз меньшего размера. Найден в Якутии компанией АЛРОСА осенью 2019 года. Из-за своей особенности камень напоминает традиционную русскую матрешку.

## Описание
Уникальный алмаз был добыт на одном из месторождений Накынского кимберлитового поля. Он был обнаружен в процессе сортировки специалистами Якутского предприятия по торговле алмазами (ЯПТА).
Исследованием «алмаза-матрёшки» занимались в АЛРОСА и в Геммологическом институте Америки (GIA). Уникальная находка изучалась комплексом методов, включая спектроскопию комбинационного рассеяния и инфракрасную спектроскопию, а также рентгеновскую микротомографию.
Максимальные размеры кристалла 4,8×4,9×2,8 мм. Объём внутренней полости составляет 6 мм3, объём внутреннего кристалла — 1,6 мм3 с расчётной массой 0,02 карата. Внутренний алмаз имеет таблитчатую форму и размеры 1,9×2,1×0,6 мм.
Внешний алмаз (алмаз-хозяин) имеет зелёный нацвет, который может быть связан с природным облучением, в результате которого на поверхности кристалла сформировался тонкий прозрачный слой зелёного цвета. Внутренний алмаз (алмаз-узник) бледно-жёлтого цвета.
На диаметрально противоположных поверхностях алмаза-хозяина имеются два сквозных канала, которые ведут в полость, внутри которой находится алмаз-узник. В каналах содержится барит, причём один из каналов герметично закупорен этим минералом. На входе в полость оба канала сужаются и имеют диаметр около 0,1 мм. Морфология внутренних стенок полости приближенно соответствует морфологии поверхности внутреннего алмаза.
Оба алмаза образовались приблизительно в одно время, при одинаковых давлении и температуре из общего мантийного источника. Об этом свидетельствуют похожая форма кристаллов, следы совместного роста, одинаковый набор примесных и структурных дефектов и однородная люминесценция.